# カルロス・スリナッチ
カルロス・スリナッチ（Carlos Surinach、カタルーニャ語：Carles Suriñach [ˈkarɫəs suɾiˈɲak]、1915年3月4日 - 1997年11月12日）は、スペインの作曲家、指揮者。
カタルーニャ州バルセロナ出身。バルセロナ交響楽団とリセウ大劇場で指揮者となった。作曲はリセウ高等音楽院で学んだ後、ベルリンでマックス・トラップに師事し、リヒャルト・シュトラウスのセミナーを受講した。1951年にアメリカ合衆国に移住し、舞踊音楽の分野で成功を収めた。1959年、市民権を取得。高名な振り付け師のマーサ・グレアムのために、3曲のバレエ音楽を作曲している。